# Стэблфорд, Брайан
Бра́йан Майкл Стэ́блфорд (англ. Brian Michael Stableford, 25 июля 1948 года — 24 февраля 2024 года) — британский писатель жанров научной фантастики, кибер- и стимпанка, фэнтези и хоррора; переводчик с французского, литературный и музыкальный критик, литературовед и социолог.

## Биография
Брайан Стэблфорд родился 25 июля 1948 года в городке Шипли в Великобритании. Свой первый рассказ он опубликовал в ноябрьском номере журнала Science Fantasy за 1965 год. В 1969 году он закончил Йоркский университет и стал бакалавром биологии; тогда же вышел его первый научно-фантастический роман, называвшийся «Колыбель солнца» (англ. Cradle of the Sun). Стэблфорд продолжил образование в Йорке, одновременно начав активно публиковаться (некоторые свои ранние работы он подписывал именем «Брайан Крэг»). Получив два высших образования (биологическое и социологическое), он в 1979 году стал доктором философии и в течение следующих девяти лет преподавал социологию в Редингском университете. Позднее он также читал курсы лекций по литературоведению и литературному творчеству в ряде британских университетов, в частности, в Винчестерском колледже короля Альфреда.
Стэблфорд был женат дважды, от первого брака у него есть сын и дочь.

## Творчество
Брайан Стэблфорд опубликовал более семидесяти романов и несколько сотен рассказов, а также значительное количество научных исследований, посвящённых преимущественно фантастической литературе. Помимо этого, он известен как автор нескольких критических работ о современной музыке (главным образом о готик-роке) и переводчик с французского. Стэблфорд считается одним из лучших современных литературных критиков, специализирующихся на фантастике. Он также находится в числе самых плодовитых британских прозаиков, работающих в этом направлении. Как признался сам автор в 2006 году, он «пишет по 2,5 тысячи слов в день шесть дней в неделю — итого 750 тысяч слов в год», и «это утомительно».
Стэблфорд успешно работал в жанрах научной фантастики, кибер- и стимпанка, фэнтези и хоррора, однако наибольшую популярность получил благодаря произведениям о вампирах, среди которых — романы «Империя страха» (англ. Empire of Fear, 1988), «Свежая кровь» (англ. Young Blood, 1992), «Голод и экстаз вампиров» (англ. The Hunger and Ecstasy of Vampires, 1996) и другие работы. По словам писателя, на его восприятие и интерпретацию этой темы отчасти повлияло творчество французских авторов, которых он переводил на английский — например, Поля Феваля и Вилье де Лиль-Адана.

## Награды и премии
- Премия Международной ассоциации изучения фантастики в искусстве (1987)
- Премия Итона[англ.] (1987)
- Премия Британской ассоциации научной фантастики в номинации «Лучшая повесть» — за сокращённую версию романа «Голод и экстаз вампиров» (1995)
- Премия «Пилигрим»[англ.] — за значительный вклад в развитие литературной критики в области научной фантастики (1999)

## Избранная библиография

### Циклы романов
- Судный день / Dies Irae (1971)
- Грейнджер / Hooded Swan (a.k.a. Grainger) (1972—1975)
- Цель Дедала / Daedalus Mission (1976—1979)
- Асгард / Asgard (1982—2005)
- Боевой молот / Warhammer (1989—2001)
- Дэвид Лидьярд (Оборотни) / David Lydyard (Werewolves) (1990—2004)
- Тёмное будущее / Dark Future (1991)
- Бытие / Genesys (1995—1997) — библейский термин.
- Бессмертие / Emortality (1986—2009)
- Мнемозина / Mnemosyne (1999—2018) — имя греческой богини памяти.
- Империя некромантов / The Empire of the Necromancers (2005—2011)
- Огюст Дюпен / Auguste Dupin (2010—2013) — имя персонажа Эдгара По.
- Вилка Моргана / Morgan’s Fork (2018—2019) — по аналогии с английским выражением XV века «вилка Мортона».

### Романы (вне циклов)
- Колыбель солнца / Cradle of the Sun (1969)
- Слепой червь / The Blind Worm (1970)
- Бросить вызов Хаосу / To Challenge Chaos (1972)
- Княжества Тартара / The Realms of Tartarus (1977)
- Человек в клетке / Man in a Cage (1975)
- Читатели мыслей / The Mind-Riders (1976)
- Последние дни края света / The Last Days of the Edge of the World (1978)
- Бродячая тень / The Walking Shadow (1979)
- Военные игры / Optiman (a.k.a. War Games) (1980)
- Кораблекрушения Танагара / The Castaways of Tanagar (1981)
- Райские врата / The Gates of Eden (1983)
- Империя страха / The Empire of Fear (1988)
- Свежая кровь / Young Blood (1992)
- Голод и экстаз вампиров / The Hunger and Ecstasy of Vampires (1996)
- Нулевой год / Year Zero (2000)
- Одиннадцатый час / The Eleventh Hour (2001)
- Поцелуй козла / Kiss the Goat (2005)
- Камни Камелота / The Stones of Camelot (2006)
- Момент истины / The Moment of Truth (2009)
- Зомби не плачут / Zombies Don’t Cry (2011)
- Парадокс Зенона / Xeno’s Paradox: A Tale of the Biotech Revolution (2011) — см. термин «апории Зенона».
- Природный сдвиг: повесть о биотехнологической революции / Nature’s Shift: A Tale of the Biotech Revolution (2011)
- Эхо вечности / Echoes of Eternity (2016)
- Вампиры Атлантиды: история любви / Vampires of Atlantis: A Love Story (2016)
- Темнеющий лес: научная фантазия / The Darkling Wood: A Scientific Fantasy (2016)
- Дьявол в деталях / The Devil in Detail (2016) — см. идиоматическое выражение.
- Порталы рая / Portals of Paradise (2016)
- Запутанная паутина времени / Tangled Web of Time (2016)
- Там за гранью / Further Beyond: A Lovecraftian Science Fiction Novel (2017)
- Смерть Броселианда / The Death of Broceliande: A Tale of Faery (2018) — из бретонского фольклора о сказочном лесе Броселианде
- Алхимия крови / The Alchemy of Blood (2018)
- Тирания Слова / The Tyranny of the Word (2019)

### Сборники рассказов
- Сексуальная химия: сардонические истории генетической революции / Sexual Chemistry: Sardonic Tales of the Genetic Revolution (1991)
- Осложнения и другие истории / Complications and Other Stories (2003)
- Дизайнерские гены / Designer Genes: Tales of the Biotech Revolution (2004)
- Саломея и другие декадентские фантазии / Salomé and Other Decadent Fantasies (2004)
- Шеена и другие готические рассказы / Sheena and Other Gothic Tales (2006)
- Лекарство от любви / The Cure for Love and Other Tales of the Biotech Revolution (2007)
- Книжный магазин с привидениями и другие явления / The Haunted Bookshop and Other Apparitions (2007)
- Дерево жизни / The Tree of Life and Other Tales of the Biotech Revolution (2007)
- Оазис ужаса: декадентские рассказы и жестокие сказки / An Oasis of Horror: Decadent Tales and Contes Cruels (2008)
- Сады Тантала / The Gardens of Tantalus and Other Delusions (2008)
- Наследство Инсмута / The Innsmouth Heritage and Other Sequels (2009)
- Перевёртыши / Changelings and Other Metamorphic Tales (2009)
- Во плоти / In the Flesh and Other Tales of the Biotech Revolution (2009)
- Космическая перспектива и другие чёрные комедии / The Cosmic Perspective and Other Black Comedies (2009)
- Лучший из двух миров / The Best of Both Worlds and Other Ambiguous Tales (2009)
- Великая цепь существования / The Great Chain of Being and Other Tales of the Biotech Revolution (2009)
- За цветами Тьмы / Beyond the Colors of Darkness and Other Exotica (2009)
- Возвращение джинна / The Return of the Djinn and Other Black Melodramas (2009)
- Цветы зла / Le Fleurs du Mal / The Undead (2010)
- Утроба времени / The Womb of Time (2011)
- Золотое руно и другие истории биотехнологической революции / The Golden Fleece and Other Tales of the Biotech Revolution (2012)
- Наследие Эриха Цанна и другие легенды мифов о Ктулху / The Legacy of Erich Zann and Other Tales of the Cthulhu Mythos (2012) — отсылка к рассказу «Музыка Эриха Цанна» Г. Лавкрафта (1921)

### Нехудожественная литература
- Таинства современной науки / The Mysteries of Modern Science (1975)
- Битва символов: триумф Джеймса Блиша / A Clash of Symbols: The Triumph of James Blish (1979)
- Мастера научной фантастики / Masters of Science Fiction: Essays on Six Science Fiction Authors (1981)
- Наука в научной фантастике / The Science in Science Fiction (1982)
- Научная романтика в Великобритании, 1890—1950 / Scientific Romance in Britain, 1890—1950 (1985)
- Социология научной фантастики / The Sociology of Science Fiction (1987)
- Открывая умы: эссе о фантастической литературе / Opening Minds: Essays on Fantastic Literature (1995)
- За пределами человеческого аквариума / Outside the Human Aquarium: Masters of Science Fiction (1995)
- Великолепная извращённость: декаданс в литературе / Glorious Perversity: The Decline and Fall of Literary Decadence (1998)
- Вчерашние бестселлеры / Yesterday’s Bestsellers: A Voyage through Literary History (1998)
- Словарь научно-фантастических территорий / The Dictionary of Science Fiction Places (1999)
- Исторический словарь фантастической литературы / Historical Dictionary of Science Fiction Literature (2004)
- Исторический словарь фэнтези / Historical Dictionary of Fantasy Literature (2005)
- Научный факт и научная фантастика / Science Fact and Science Fiction: An Encyclopedia (2006)
- Пространство, время и бесконечность / Space, Time, and Infinity: Essays on Fantastic Literature (2006)
- Готические гротески / Gothic Grotesques: Essays on Fantastic Literature (2009)
- Нарративные стратегии в научной фантастике / Narrative Strategies in Science Fiction and Other Essays on Imaginative Fiction (2009)
- Создатели научной фантастики / Creators of Science Fiction: Essays on Authors, Editors, and Publishers Who Shaped Science Fiction (2010)
- Декадентское мировосприятие / The Decadent World-View: Selected Essays (2010)
- Новая Атлантида: повествовательная история научного романа / New Atlantis: A Narrative History of Scientific Romance
  - Том 1: Истоки научного романа / The Origins of Scientific Romance (2016)
  - Том 2: Возникновение научного романа / The Emergence of Scientific Romance (2016)
  - Том 3: Возрождение научного романа / The Resurgence of Scientific Romance (2016)
  - Том 4: Упадок научного романа / The Decadence of Scientific Romance (2016)
- Множественность воображаемых миров: эволюция французского научного романа / The Plurality of Imaginary Worlds: The Evolution of French Roman Scientifique (2016)

### Составитель антологий
- Обломки морали / The Daedalus Book of Decadence (Moral Ruins) (1990)
- Рассказы о вечном жиде / Tales of the Wandering Jew (1991)
- Большая книга британского фэнтези: XIX век / The Dedalus Book of British Fantasy: The 19th Century (1991)
- Чёрное пиршество / The Second Daedalus Book of Decadence: The Black Feast (1992)
- Большая книга роковых женщин / The Dedalus Book of Femmes Fatales (1992)